# Nikodemus Holler
Nikodemus Holler (Mühlacker, Baden-Württemberg, 4 de maig de 1991) és un ciclista alemany, actualment a l'equip Bike Aid.

## Palmarès
- 2017
  - 1r al Tour del Camerun i vencedor d'una etapa
- 2018
  - Vencedor de 2 etapes a la Volta a Hongria
- 2020
  - 1r al Tour de Tailàndia
  - Vencedor d'una etapa al Sibiu Cycling Tour